# Густафссон, Карл (футболист, 2000)
Карл Ивар Густафссон (швед. Carl Ivar Gustafsson; род. 18 марта 2000, Швеция) — шведский футболист, полузащитник клуба «Кальмар» и сборной Швеции.

## Клубная карьера
Является воспитанником клуба «Берга». В 13-летнем возрасте присоединился к «Кальмару», где начал выступать за юношеские команды. В июле 2019 года подписал контракт с клубом, рассчитанный на три с половиной года. 18 августа дебютировал в его составе в чемпионате Швеции, выйдя на поле в середине второго тайма гостевой встречи с АИК вместо Рафиньи. Первый мяч в составе «Кальмара» забил 6 марта 2021 года, отличившись в матче группового этапа кубка Швеции с «Юргорденом».

## Карьера в сборной
Выступал за юношеские сборные Швеции различных возрастов. В мае 2021 года впервые был вызван в состав молодёжной сборной. Дебютировал в её составе 3 июня 2021 года в товарищеской встрече с Финляндией, когда Густафссон появился на поле после перерыва вместо Армина Гиговича.

## Клубная статистика
| Выступление      | Выступление      | Выступление      | Лига | Лига | Кубки | Кубки | Конт. кубки | Конт. кубки | Другое | Другое | Итого | Итого |
| Клуб             | Лига             | Сезон            | Игры | Голы | Игры  | Голы  | Игры        | Голы        | Игры   | Голы   | Игры  | Голы  |
| ---------------- | ---------------- | ---------------- | ---- | ---- | ----- | ----- | ----------- | ----------- | ------ | ------ | ----- | ----- |
| Кальмар          | Аллсвенскан      | 2019             | 7    | 0    | 0     | 0     | 0           | 0           | 0      | 0      | 7     | 0     |
| Кальмар          | Аллсвенскан      | 2020             | 17   | 0    | 1     | 0     | 0           | 0           | 0      | 0      | 18    | 0     |
| Кальмар          | Аллсвенскан      | 2021             | 11   | 0    | 2     | 1     | 0           | 0           | 0      | 0      | 13    | 1     |
| Кальмар          | Итого            | Итого            | 35   | 0    | 3     | 1     | 0           | 0           | 0      | 0      | 38    | 1     |
| Всего за карьеру | Всего за карьеру | Всего за карьеру | 35   | 0    | 3     | 1     | 0           | 0           | 0      | 0      | 38    | 1     |